# Pseudomma bispinicaudum
Pseudomma bispinicaudum är en kräftdjursart som beskrevs av Murano 1974. Pseudomma bispinicaudum ingår i släktet Pseudomma och familjen Mysidae. Inga underarter finns listade i Catalogue of Life.